# Tichey
Tichey é uma comuna francesa na região administrativa da Borgonha-Franco-Condado, no departamento [[Côte-d'Or]]. Estende-se por uma área de 6,93 km². Em 2010 a comuna tinha 216 habitantes (densidade: 31,2 hab./km²).